# Aubiet
Aubiet este o comună în departamentul Gers din sudul Franței. În 2009 avea o populație de 1.107 de locuitori.

## Evoluția populației
| An        | 1975 | 1982 | 1990  | 1999  | 2006  | 2009  |
| --------- | ---- | ---- | ----- | ----- | ----- | ----- |
| Populație | 880  | 911  | 1.019 | 1.001 | 1.059 | 1.107 |